# Challenge IAAF du lancer de marteau 2019
Navigation
Édition précédente
Le Challenge IAAF du lancer de marteau 2019 est la 10e édition du Challenge IAAF du lancer de marteau.
Organisé par l'IAAF, il désigne les meilleurs spécialistes de l'année 2018 dans la discipline du lancer de marteau. Le classement final est établi en totalisant les 3 meilleurs jets obtenus lors des différentes compétitions figurant au calendrier.
Les vainqueurs remportent la somme de 30 000 $. Les 12 premiers sont récompensés, à condition d'avoir disputé au moins trois épreuves au programme.
Chez les hommes, le Polonais Pawel Fajdek l'emporte pour la 5e fois, après ses succès de 2013, 2015, 2016 et 2017. Champion du monde pour la 4e fois consécutivement, il remporte 10 compétitions sur les 13 qu'il a disputées en 2019, s'inclinant 3 fois face à son compatriote Wojciech Nowicki. Celui-ci termine 2e à plus de 4 points de Fajdek, tandis que Bence Halász prend la 3e place comme en 2018.
Chez les femmes, c'est la première fois que DeAnna Price remporte la compétition. L'Américaine, championne du monde à Doha, termine avec seulement 0,21 point d'avance sur la Chinoise Wang Zheng, médaillée de bronze à Doha. Joanna Fiodorow, vice-championne du monde, complète le podium.

## Calendrier
| Date                             | Meeting                                 | Lieu              | Hommes/Femmes |
| -------------------------------- | --------------------------------------- | ----------------- | ------------- |
| 28 avril 2019                    | Grande Premio Brasil Caixa de Atletismo | Bragança Paulista | H             |
| 19 mai 2019                      | Seiko Golden Grand Prix                 | Osaka             | F             |
| 21 mai 2019                      | Nanjing World Challenge                 | Nanjing           | F             |
| 11 juin 2019                     | Paavo Nurmi Games                       | Turku             | F             |
| 12 juin 2019                     | European Athletic Festival              | Bydgoszcz         | H             |
| 16 juin 2019                     | Mémorial Janusz-Kusociński              | Chorzów           | H/F           |
| 20 juin 2019                     | Golden Spike Ostrava                    | Ostrava           | F             |
| 9 juillet 2019                   | Mémorial István-Gyulai                  | Székesfehérvár    | H/F           |
| 5 septembre 2019                 | Mémorial Pál Németh                     | Szombathely       | H/F           |
| 27 septembre 2019-6 octobre 2019 | Championnats du monde                   | Doha              | H/F           |

## Résultats

### Hommes
| Meeting           | Premier                  | Deuxième                 | Troisième                |
| ----------------- | ------------------------ | ------------------------ | ------------------------ |
| Bragança Paulista | Nick Miller 73,81 m      | Bence Halász 73,26 m     | Pavel Bareisha 72,82 m   |
| Bydgoszcz         | Wojciech Nowicki 80,26 m | Pawel Fajdek 80,09 m     | Nick Miller 78,39 m      |
| Chorzów           | Pawel Fajdek 80,87 m     | Wojciech Nowicki 79,52 m | Bence Halász 78,07 m     |
| Székesfehérvár    | Pawel Fajdek 80,49 m     | Bence Halász 77,36 m     | Wojciech Nowicki 76,60 m |
| Szombathely       | Bence Halász 78,54 m     | Wojciech Nowicki 77,51 m | Quentin Bigot 76,83 m    |
| Doha              | Pawel Fajdek 80,50 m     | Quentin Bigot 78,19 m    | Bence Halász 78,18 m     |

### Femmes
| Meeting        | Première                    | Deuxième                    | Troisième                   |
| -------------- | --------------------------- | --------------------------- | --------------------------- |
| Osaka          | Wang Zheng 75,27 m          | Gwen Berry 74,09 m          | DeAnna Price 72,92 m        |
| Nanjing        | Wang Zheng 75,27 m          | DeAnna Price 74,21 m        | Anita Włodarczyk 73,64 m    |
| Turku          | Anita Włodarczyk 75,61 m    | Joanna Fiodorow 74,71 m     | Wang Zheng 73,52 m          |
| Chorzów        | Gwen Berry 75,79 m          | Anita Włodarczyk 75,12 m    | Alexandra Tavernier 74,18 m |
| Ostrava        | Wang Zheng 75,80 m          | Gwen Berry 74,38 m          | Alexandra Tavernier 73,36 m |
| Székesfehérvár | Alexandra Tavernier 72,84 m | Joanna Fiodorow 71,72 m     | Martina Hrasnová 71,05 m    |
| Szombathely    | DeAnna Price 74,80 m        | Alexandra Tavernier 71,84 m | Joanna Fiodorow 69,64 m     |
| Doha           | DeAnna Price 77,54 m        | Joanna Fiodorow 76,35 m     | Wang Zheng 74,76 m          |

## Classement général

### Hommes
Classement final des athlètes ayant 3 résultats ou plus : 
| Rang | Athlète          | Points | Compétitions |
| ---- | ---------------- | ------ | ------------ |
| 1    | Pawel Fajdek     | 241,86 | 4            |
| 2    | Wojciech Nowicki | 237,47 | 5            |
| 3    | Bence Halász     | 234,99 | 6            |
| 4    | Quentin Bigot    | 232,04 | 4            |
| 5    | Nick Miller      | 231,58 | 4            |
| 6    | Eivind Henriksen | 229,30 | 5            |
| 7    | Sean Donnelly    | 224,53 | 4            |
| 8    | Dilshod Nazarov  | 223,51 | 3            |
| 9    | Marcel Lomnický  | 223,47 | 4            |

### Femmes
Classement final des athlètes ayant 3 résultats ou plus : 
| Rang | Athlète             | Points | Compétitions |
| ---- | ------------------- | ------ | ------------ |
| 1    | DeAnna Price        | 226,55 | 4            |
| 2    | Wang Zheng          | 226,34 | 5            |
| 3    | Joanna Fiodorow     | 224,46 | 8            |
| 4    | Anita Wlodarczyk    | 224,37 | 3            |
| 5    | Gwen Berry          | 224,26 | 5            |
| 6    | Alexandra Tavernier | 221,64 | 6            |
| 7    | Hanna Skydan        | 217,47 | 6            |
| 8    | Luo Na              | 216,29 | 4            |
| 9    | Martina Hrašnová    | 212,74 | 3            |
| 10   | Malwina Kopron      | 211,78 | 6            |
| 11   | Réka Gyurátz        | 211,39 | 4            |
| 12   | Hanna Malyshik      | 210,40 | 5            |